# Philipp Rösler
Philipp Rösler (født 24. februar 1973 i Khánh Hưng, Sydvietnam) er en tysk politiker fra FDP. 

## Forbundsminister
Mellem 12. maj 2011 og 17. december 2013 var han minister for økonomi og teknologi samt vicekansler i Regeringen Angela Merkel II. 
I 2009–2011 var han sundhedsminister i samme regering. Den 13. maj 2011 valgte partikongressen ham til leder af FDP. Han blev valgt med 95 % af stemmerne.
Ved Forbundsdagsvalget den 22. september 2013 mistede FDP sine pladser i Forbundsdagen. Efter valgnederlaget varslede Philipp Rösler sin afgang som partileder. 
På partiets kongres den 7. december 2013 blev han efterfulgt af Christian Lindner.

## Politiker i Niedersachsen
Rösler har været politisk aktiv i FDP siden 1992. Han har haft centrale hverv i partiet, og han har været indvalgt i regionforsamlingen for Region Hannover. I 2003 blev han valgt til landdagen i Niedersachsen. I februar 2009 blev Rösler minister for økonomi, arbejde og samfærdsel i Niedersachsen, og han blev samtidigt viceministerpræsident i delstaten. 

## Personlige forhold
Rösler er født i en by i Mekong-deltaet i Sydvietnam. Ni måneder gammel blev han adopteret af tyske forældre. Han er uddannet som læge, og han har arbejdet som sanitetsofficer i Bundeswehr.